# Michel Belotte
Pour les articles homonymes, voir Belotte (homonymie).
 (septembre 2010).
Si vous disposez d'ouvrages ou d'articles de référence ou si vous connaissez des sites web de qualité traitant du thème abordé ici, merci de compléter l'article en donnant les références utiles à sa vérifiabilité et en les liant à la section « Notes et références ».
Né aux Riceys (Aube) en 1932, Michel Belotte est professeur honoraire d’histoire en première supérieure (classe préparatoire) et docteur ès lettres.

## Biographie
Michel Belotte est spécialiste des confins burgondo-champenois, c’est-à-dire de cette région approximativement comprise, du nord au sud, entre les villes de Bar-sur-Seine, dans l'Aube, et de Châtillon-sur-Seine, en Côte-d'Or. D'ouest en est, de la vallée de la Sarce, de la Laigne, de la Seine, de l'Ource et de l'Arce. Cette ancienne région médiévale, qui correspond précisément à l'ancien pagus Latiscensis ou Lassois, existe toujours d’un point de vue archéologique, architectural, historique, géologique et paysager. Elle est actuellement positionnée sur trois départements – le sud de l’Aube, le nord de la Côte-d'Or et l'ouest de l'Yonne – et sur deux régions, la Bourgogne et la Champagne. M. Belotte se place dans la lignée d’érudits du XIXe siècle, qui s’intéressèrent à cette région, tels les archivistes paléographes aubois Henri d’Arbois de Jubainville,Jacques Laurent et Alphonse Roserot.
Michel Belotte fut professeur aux lycées Montchapet de Dijon, ainsi qu’à Chaumont (Haute-Marne) et à Sedan (Ardennes).
En 1955, il présenta son mémoire d’études approfondies/d'études supérieures de Lettres, traitant de l’histoire de la seigneurie de Jully-le-Châtel (aujourd’hui Jully-sur-Sarce) aux XIIIe et XIVe siècles. Son travail a obtenu la note de 15/20.
Dans les années 1960, il publia une série d’articles dans la revue la Vie en Champagne et les Annales de Bourgogne, concernant la ville de Troyes, et surtout sur l’ancien pagus du Lassois à l’époque médiévale.
En 1967 et 1968, il publia l'histoire des Riceys (Aube) en deux volumes, région dont il est natif et où il passa son enfance.
Il présenta sa thèse d’État, intitulée : la région de Bar-sur-Seine à la fin du Moyen Âge, du début du XIIIe siècle au milieu du XVIe siècle, étude économique et sociale, le 24 février 1973 à l’université de Bourgogne. L’éminent historien Jean Richard, Doyen de l’université de Bourgogne et membre de l’Institut, fut son directeur de thèse.
En 1997, il présente l’Histoire de Châtillon-sur-Seine des origines à nos jours. Cet ouvrage extrêmement détaillé, digne d'une thèse, résultat de trente ans d’études, vaut, tant pour le fourmillement d’informations qu’il contient, que les corrections d’erreurs lisibles dans des ouvrages du XIXe siècle. Cette publication restera pour longtemps un ouvrage de référence concernant l’histoire du Châtillonnais.
En 2003, l’auteur « réitère » en présentant un nouveau volume baptisé l’Histoire de Bar-sur-Seine des origines à 1789. Cet ouvrage reste dans le même esprit que le précédent : quantité et qualité des informations et rectifications d’erreurs contenues dans d’anciennes publications du XIXe siècle. Ce travail s’inspire directement de sa thèse présentée en 1973 et permet de bénéficier de la qualité de ce travail uniquement disponible en bibliothèque. Une fois encore, comme pour son travail dédié à la région et à la ville de Châtillon-sur-Seine, cet ouvrage demeurera, en raison de son exhaustivité, la référence essentielle pour l’histoire du Barséquanais pour des décennies.
À la retraite depuis le début des années 1990, Michel Belotte a rédigé de nombreux articles sur les communes du Châtillonnais, se spécialisant ainsi dans les monographies de villages. Ses travaux mettent particulièrement l'accent sur les aspects généalogiques et féodaux des grandes familles, ainsi que sur l'économie.

## Principales publications
- Histoire de la seigneurie de Jully-le-Châtel (aujourd’hui Jully-sur-Sarce - Aube), aux XIIIe et XIVe siècles, mémoire d'études approfondies/d'études supérieures de Lettres, Dijon, 1955.
- La Navigation romaine à la fin de la République d'après les œuvres de Cicéron, mémoire de diplôme d'études supérieures de Lettres, Dijon, 1955.
- « Les Possessions des évêques de Langres dans la région de Mussy-sur-Seine et de Châtillon-sur-Seine du milieu du XIIe au milieu du XIVe siècle », in Annales de Bourgogne, t. 37, 1965, no 147, p. 161-197.
- Petite histoire des Trois Riceys (Aube) des origines à 1789, Aux dépens de l'auteur, 1967.
- Petite histoire de la commune des Riceys : (Aube) de la veille de la Révolution de 1789 au lendemain de la Grande guerre, 1968.
- La Bourgogne au Moyen Âge, textes choisis et présentés par Michel Belotte, Centre régional de recherche et de documentation pédagogiques (C.r.d.p.), Dijon, 1972.
- La Région de Bar-sur-Seine à la fin du Moyen Âge : du début du XIIIe siècle au milieu du XVIe siècle, étude économique et sociale, Lille, service de reproduction des thèses de l'université, 1973.
- Bar-sur-Seine durant les guerres des XIVe et XVe siècles, par Michel Belotte[3]
- La Côte-d'Or sous la Seconde République et le Second Empire, 1848-1870, documents réunis et présentés par Michel Belotte, Dijon, C.r.d.p., 1982.
- « Le Fief Saint-Vincent. Étude des possessions des évêques de Chalon-sur-Saône aux confins du Barséquanais et du Tonnerrois (XIIIe -XVIIe siècles) », in Mémoires de la Société académique de l’Aube, t. 105.
- « Les possessions de l’abbaye du Val-des-Choux à Aignay-le-Duc », in Bulletin de l’Association des amis du canton d'Aignay-le-Duc (B.A.A.C.A.), juillet 1993.
- « Les seigneurs engagistes d’Aignay-le-Duc 1477-1789 », in B.A.A.C.A., juillet 1994.
- « Petite histoire de Quémigny-sur-Seine », in B.A.A.C.A., juillet 1995.
- « l’Histoire de Bellenod et Origny des origines à 1789 », in B.A.A.C.A., juillet 1996.
- l’Histoire de Châtillon-sur-Seine des origines à nos jours, Aux Dépens de l’Auteur, Dijon, 1997.  (ISBN 2878251539)
- « l’Histoire de Saint-Germain-le-Rocheux des origines à 1789 », in B.A.A.C.A., juillet 1997.
- « Les seigneurs de Rochefort sur Bevron des origines à la Révolution », in B.A.A.C.A., juillet 1998.
- « Histoire de la seigneurie de Mauvilly et ses dépendances », in B.A.A.C.A., juillet 1999.
- « La seigneurie d'Echalot des origines à 1789 », in B.A.A.C.A., juillet 2000.
- « Histoire de Duesmes des origines à 1789 », in B.A.A.C.A., juillet 2001.
- l’Histoire de Bar-sur-Seine des origines à 1789, Aux Dépens de l’Auteur, Dijon, 2003.
- « Histoire de la ferme de Grand Bois (Aignay-le-Duc) ancienne grange », in B.A.A.C.A., juillet 2004.
- Les trois Riceys à la fin de l'Ancien Régime (1789) : Ricey-Haut, Ricey-Haute-Rive, Ricey-Bas, Aux Dépens de l’Auteur, Dijon, 2006.
- « Brève histoire d’Aignay-le-Duc », in B.A.A.C.A., juillet 2006.
- « La création des fermes d’Etalante (XVIe au XVIIe siècles) », in B.A.A.C.A., juillet 2008.

### Sources
- Article du journal Le Bien public du 23 décembre 1997.
- Bibliothèque municipale de Dijon.
- Bibliothèque universitaire Droit-Lettres de Dijon.
- Site internet de l’Association des amis du canton d’Aignay-le-Duc.